# لپینو
لپینو (به لاتین: Lepino) یک روستا در لهستان است که در گمینا سواووبوژه واقع شده‌است.